# Stewartsville (Misuri)
Stewartsville es una ciudad ubicada en el condado de DeKalb en el estado estadounidense de Misuri. En el Censo de 2010 tenía una población de 750 habitantes y una densidad poblacional de 290,45 personas por km².

## Geografía
Stewartsville se encuentra ubicada en las coordenadas 39°45′23″N 94°29′56″O / 39.75639, -94.49889. Según la Oficina del Censo de los Estados Unidos, Stewartsville tiene una superficie total de 2.58 km², de la cual 2.56 km² corresponden a tierra firme y (0.9%) 0.02 km² es agua.

## Demografía
Según el censo de 2010, había 750 personas residiendo en Stewartsville. La densidad de población era de 290,45 hab./km². De los 750 habitantes, Stewartsville estaba compuesto por el 96.8% blancos, el 0.53% eran afroamericanos, el 0.13% eran amerindios, el 0% eran asiáticos, el 0.13% eran isleños del Pacífico, el 0.8% eran de otras razas y el 1.6% pertenecían a dos o más razas. Del total de la población el 2% eran hispanos o latinos de cualquier raza.